# System rachunków narodowych
System rachunków narodowych – wewnętrznie uporządkowany zbiór spójnych, logicznych i zintegrowanych rachunków makroekonomicznych, bilansów i tablic opracowanych według obowiązujących norm i reguł statystycznych, służący do pomiaru efektów działalności gospodarczej w krajach o gospodarce rynkowej.
W gospodarce światowej obowiązują obecnie dwie metody pomiaru efektów działalności gospodarczej:
- zalecana przez ONZ (SNA 93)
- zalecana przez Unię Europejską (ESA 95)

## Funkcje
Główne funkcje systemu rachunków narodowych to:
- rola koordynacyjna i zapewnianie spójności informacji statystycznych
- podstawa dla prowadzenia skoordynowanych analiz makroekonomicznych będących podstawą wielu procesów decyzyjnych

## Mierniki
Do podstawowych mierników systemu rachunków narodowych należą:
- Produkt krajowy brutto
- Produkt narodowy brutto
- Produkt narodowy netto
- wielkość dochodów osobistych

## Mierniki zmodyfikowane
System Rachunków Narodowych operujący takimi miarami, jak PKB czy PNB zaczęto modyfikować w celu opracowania bardziej adekwatnej miary jakości życia obejmującej również jakość środowiska przyrodniczego.
Do wskaźników ekologicznych opartych na modyfikacji SNA należy zaliczyć:
- mierniki dobrobytu ekonomicznego Nordhausa i Tobina (MEW – Measure of Economic Welfare)
- mierniki krajowego dobrobytu (NNW – Net National Welfare)
- miernik ekonomicznych aspektów dobrobytu (EAW – Index of the Economic Aspects Welfare)
- wskaźnik ekologicznych bogactw naturalnych Daly’ego i Cobba nazywany miernikiem trwałego dobrobytu ekonomicznego (ISEW – Index of Sustainable Economic Welfare)

## System Rachunków Narodowych ONZ (ang.United Nations System of National Accounts– UNSNA, SNA)
Jest to opis sposobu pomiaru wyników pracy społeczeństwa opracowany w wyniku współpracy Organizacji Narodów Zjednoczonych, Międzynarodowego Funduszu Walutowego, Komisji Wspólnot Europejskich, Organizacji Współpracy Gospodarczej i Rozwoju oraz Banku Światowego.
Po raz pierwszy został opublikowany w 1952 roku. Jego twórcami są laureaci Nagrody Nobla Simon Kuznets i Richard Stone.
Obecna wersja pochodzi z 1993 roku.

### Zalety
- System dostosowany do warunków gospodarki rynkowej
- System wewnętrznie spójny
- System uzgodniony międzynarodowo i odpowiadający standardom międzynarodowym

### Zastrzeżenia wobec SNA
System Rachunków Narodowych zalecany przez ONZ posiada według niektórych ekonomistów i statystyków różne wady. Najważniejsze z nich to:
- Nie jest spójny z innymi statystykami, m.in. statystyką przedsiębiorstw czy statystyką budżetową
- Nie pozwala na pełną ocenę rozmiarów aktywności gospodarczej, gdyż nie uwzględnia działalności produkcyjnej wykonywanej w ramach gospodarstwa domowego, poza tym nie rozwiązano w ramach systemu problemu szacunków wartości realnych wartości dodanej jednostek nierynkowych
- Nie charakteryzuje poprawnie poziomu dobrobytu ani nie uwzględnia w rachunkach degradacji środowiska naturalnego i emisji zanieczyszczeń
- Zawarte w nim definicje zużycia pośredniego i spożycia końcowego są niewłaściwe
- Zasada zaliczania wydatków na ochronę zdrowia do wydatków podnoszących poziom życia gospodarstw domowych jest wątpliwa
- Zawarta w nim definicja akumulacji jest niedokładna

## Europejski System Rachunków Narodowych i Regionalnych (ESA 95)
Europejski System Rachunków Narodowych i Regionalnych to międzynarodowy standard metodologiczny i rachunkowy dla szczegółowego opisu gospodarki(tj. regionów, krajów czy grup krajów), jej składowych oraz relacji z innymi gospodarkami.
Zastąpił wydany w 1970 roku Europejski System Zintegrowanych Rachunków Ekonomicznych. Jest w pełni zgodny ze zrewidowanym światowym podręcznikiem rachunków narodowych (SNA 93), jednak jest bardziej zorientowany na warunki i dane wymagane przez Unię Europejską. Jest zharmonizowany w zakresie pojęć i klasyfikacji stosowanych w wielu innych statystykach społecznych i gospodarczych. Dzięki temu może być podstawą odniesienia dla statystyki społecznej i gospodarczej Unii Europejskiej i jej Krajów Członkowskich.

### Znaczenie
ESA jest wykorzystywany do:
- kontroli realizacji i prowadzenia europejskiej polityki pieniężnej,
- ustalania wysokości wsparcia finansowego dla określonych regionów Unii Europejskiej (wydatki z funduszy strukturalnych UE zależą między innymi od liczb wynikających z regionalnych rachunków narodowych),
- określania środków własnych UE.

### Schemat ESA
Podstawowy schemat ESA uwzględnia:
- Rachunki sektorów – opis różnych etapów procesów gospodarczych według sektorów instytucjonalnych, a także bilanse dla opisu stanów aktywów, pasywów i wartości netto na początek i koniec okresów księgowych
- Kompleks przepływów międzygałęziowych i rachunki według rodzajów działalności – opisują bardziej szczegółowo procesy produkcji oraz przepływy wyrobów i usług

Schemat ESA zawiera ponadto omówienie pojęć ludności i pracujących.

## Różnice między ESA 95 a SNA 93
Chociaż ESA 95 jest w pełni zgodny z SNA 93, istnieje między nimi kilka różnic:
- ESA zawiera dodatkowe rozdziały poświęcone transakcjom dotyczącym produktów, transakcjom podziału i transakcjom finansowym
- ESA opisuje pojęcia w sposób bardziej szczegółowy, stosuje dodatkowe wyjaśnienia
- ESA zawiera rozdziały dotyczące rachunków regionalnych i kwartalnych a SNA zawiera rozdział poświęcony rachunkom satelitarnym
- ESA określa dokładne progi, od których zależy sposób rejestracji
- ESA pomija produkcję niektórych wyrobów jako nieistotną dla krajów UE
- ESA zawiera odniesienia do specyficznych układów instytucjonalnych w UE
- ESA zawiera specyficzne klasyfikacje EU
- ESA zawiera dodatkową klasyfikację dla wszystkich transakcji zewnętrznych

## Polski system rachunków narodowych
Założenia polskiego systemu rachunków narodowych są zgodne zarówno z założeniami zalecanymi przez ONZ, jak i przez Unię Europejską, uwzględniają jednak specyfikę polskiego systemu organizacyjnego i prawnego.